# Celestus
Celestus es un género de lagartos con patas vestigiales de la familia Anguidae. 

## Clasificación
Género Celestus
- Celestus agasepsoides
- Celestus badius
- Celestus barbouri
- Celestus bivittatus
- Celestus costatus
- Celestus crusculus
- Celestus curtissi
- Celestus cyanochloris
- Celestus darlingtoni
- Celestus duquesneyi
- Celestus enneagrammus
- Celestus fowleri
- Celestus haetianus
- Celestus hewardi
- Celestus hylaius
- Celestus macrotus
- Celestus marcanoi
- Celestus microblepharis
- Celestus montanus
- Celestus occiduus - (extinto)
- Celestus orobius
- Celestus rozellae
- Celestus scansorius
- Celestus sepsoides
- Celestus stenurus
- Celestus warreni

- Datos: Q2103657
- Multimedia: Celestus / Q2103657
- Especies: Celestus